# Federación de Baloncesto de Uganda
La Federación de Uganda de Baloncesto es el organismo que rige las competiciones de clubes y la Selección nacional de Uganda. Pertenece a la asociación continental FIBA África.